# Campionato Paraense 2023
Il Campionato Paraense 2023 è stata la 111ª edizione della massima serie del campionato paraense. La stagione è iniziata il 5 febbraio 2023 e si è conclusa il 26 maggio successivo.

## Stagione

### Novità
Al termine della stagione 2022, sono retrocesse in Segunda Divisão Amazônia e Paragominas. Sono state invece promosse Cametá e São Francisco-PA.

### Formato
Le dodici squadre si affrontano dapprima in una prima fase, consistente in un tre gironi da quattro squadre. Le otto squadre col maggior numero di punti, accederanno alla seconda fase che decreterà la vincitrice del campionato. Le due formazioni che avranno totalizzato il minor numero di punti, retrocedono in Segunda Divisão.
La formazione vincitrice e la seconda classificata, potranno partecipare alla Série D 2024, alla Coppa del Brasile 2024 e alla Copa Verde 2024. La terza classificata solo alla Coppa del Brasile. Nel caso le prime due classificate siano già qualificate alla Série D, l'accesso alla quarta serie andrà a scalare.

## Risultati

### Prima fase

#### Gruppo A
|  | Pos. | Squadra       | Pt | G | V | N | P | GF | GS | DR |
|  | ---- | ------------- | -- | - | - | - | - | -- | -- | -- |
|  | 1.   | Remo          | 21 | 8 | 7 | 0 | 1 | 17 | 8  | +9 |
|  | 2.   | Caeté         | 7  | 8 | 2 | 1 | 5 | 6  | 12 | -6 |
|  | 3.   | Bragantino-PA | 7  | 8 | 1 | 4 | 3 | 7  | 10 | -3 |
|  | 4.   | Itupiranga    | 6  | 8 | 1 | 3 | 4 | 8  | 12 | -4 |

Legenda:
      Ammessa alla seconda fase.
      Retrocesse in Segunda Divisão 2023
Note:
Tre punti a vittoria, uno a pareggio, zero a sconfitta.

#### Gruppo B
|  | Pos. | Squadra          | Pt | G | V | N | P | GF | GS | DR |
|  | ---- | ---------------- | -- | - | - | - | - | -- | -- | -- |
|  | 1.   | Paysandu         | 19 | 8 | 6 | 1 | 1 | 15 | 8  | +7 |
|  | 2.   | Águia de Marabá  | 15 | 8 | 4 | 3 | 1 | 13 | 7  | +6 |
|  | 3.   | Cametá           | 14 | 8 | 4 | 2 | 2 | 12 | 9  | +3 |
|  | 4.   | São Francisco-PA | 12 | 8 | 4 | 0 | 4 | 8  | 8  | 0  |

Legenda:
      Ammessa alla seconda fase.
Note:
Tre punti a vittoria, uno a pareggio, zero a sconfitta.

#### Gruppo C
|  | Pos. | Squadra         | Pt | G | V | N | P | GF | GS | DR |
|  | ---- | --------------- | -- | - | - | - | - | -- | -- | -- |
|  | 1.   | Castanhal       | 9  | 8 | 2 | 3 | 3 | 10 | 10 | 0  |
|  | 2.   | Tuna Luso       | 8  | 8 | 2 | 2 | 4 | 11 | 13 | -2 |
|  | 3.   | Tapajós         | 7  | 8 | 2 | 1 | 5 | 8  | 15 | -7 |
|  | 4.   | Independente-PA | 6  | 8 | 0 | 6 | 2 | 9  | 12 | -3 |

Legenda:
      Ammessa alla seconda fase.
Note:
Tre punti a vittoria, uno a pareggio, zero a sconfitta.

### Seconda Fase
| Squadra 1        | Totale          | Squadra 2        | Andata | Ritorno |
| ---------------- | --------------- | ---------------- | ------ | ------- |
| Quarti di finale |                 |                  |        |         |
| Remo             | 6 – 3           | Caeté            | 4 – 2  | 2 – 1   |
| Cametá           | 6 – 2           | São Francisco-PA | 1 – 0  | 5 – 2   |
| Paysandu         | 5 – 2           | Tuna Luso        | 4 – 1  | 1 – 1   |
| Águia de Marabá  | 4 – 1           | Castanhal        | 2 – 1  | 2 – 0   |
| Semifinali       |                 |                  |        |         |
| Remo             | 5 – 0           | Cametá           | 1 – 1  | 4 – 0   |
| Paysandu         | 2 – 2 (2-4 dtr) | Águia de Marabá  | 1 – 0  | 1 – 2   |
| Finale 3º posto  |                 |                  |        |         |
| Paysandu         | 3 – 1           | Cametá           | 1 – 1  | 2 – 0   |
| Finale           |                 |                  |        |         |
| Remo             | 2 – 2 (4-5 dtr) | Águia de Marabá  | 0 – 1  | 2 – 2   |